# Экстер, Юлиус
Юлиус Леопольд Бернгард Экстер (нем. Julius Leopold Bernhard Exter; 20 сентября 1863, Людвигсхафен-на-Рейне — 16 октября 1939, Иберзе) — немецкий художник и скульптор, профессор живописи (с 1902 года).

## Жизнь и творчество
Происходил из обширной купеческой семьи. Его брат, Август Экстер, был архитектором. Изучал живопись в мюнхенской Академии изящных искусств. С 1892 входил в художественное движение Мюнхенский сецессион, будучи одним из его основателей. В 1894 вступил в прогрессивное Свободное объединение мюнхенских художников. Около 1900 года стал активным пропагандистом искусства модерн в Мюнхене, получив титул «князь цвета». Его авангардистские полотна пользовались большой популярностью в Германии и Швейцарии.
Творчество Ю. Экстера прошло несколько фаз, развиваясь от историзма к красочности и сочности экспрессионизма. Зимой 1908 сблизился с художником Францем Марком, его творчество весьма близко мюнхенской группе Синий всадник. Писал преимущественно фигуративные композиции, портреты и пейзажи. Его полноцветные произведения являются одними из лучших явлений в южно-германской живописи на начало эпохи модерна.
В 1902 приобрёл на озере Кимзее крестьянский хутор, в котором создал себе художественную мастерскую; в 1917 окончательно переехал сюда из Мюнхена. Скончался в 1939 году от сердечной недостаточности.
В настоящее время в его доме в Иберзе открыты музей и картинная галерея, многие его картины выставлены также в бывшем монастыре Херренкимзе.

## Галерея
- Весна
- На озере (1920)
- Обнажённая (1910)
- Цветочная дорожка
- В солнечном лесу
- Восход солнца
- Портрет Джулии Мельмс (1903)
- Приветствие.